# Alla Ghilenko
Alla Ghilenko (ukrainisch Алла В'ячеславівна Гиленко / Alla Wjatscheslawiwna Hylenko; * 12. Juni 1992 in Warwa, Oblast Tschernihiw, Ukraine) ist eine ukrainische Biathletin und Skilangläuferin, die seit 2016 international für Moldawien startet. Sie nahm an den Olympischen Spielen 2022 teil.

## Sportliche Laufbahn
Alla Ghilenko wechselte 2011 zunächst vom Skilanglauf zum Biathlon und bestritt 2012 und 2013 die Juniorenweltmeisterschaften sowie 2013 zudem die Juniorenrennen der Europameisterschaften. Nachdem 2012 in Kontiolahti ein 13. Platz im Sprint das beste Einzelergebnis blieb, kam sie ein Jahr später in Obertilliach als beste Platzierung auf den achten Platz in Sprint. Mit Iryna Warwynez und Jana Bondar gewann sie 2012 die Bronze-, 2013 mit Julija Bryhynez und Warwynez die Silbermedaille im Staffelrennen. Auch bei den Europameisterschaften 2013 in Bansko gewann sie an der Seite von Julija Schurawok, Ruslan Tkalenko und Artem Tyschtschenko die Bronzemedaille im Mixedstaffelrennen. Zudem wurde sie 22. des Einzels und 34. des Sprintrennens. Bei den Frauen im Leistungsbereich gab Ghilenko 2013 im IBU-Cup in Otepää ihr Debüt, wo sie als 19. des Einzels sogleich Punkte gewann. Im folgenden Sprintrennen schaffte sie es als Achte erstmals unter die besten Zehn, was zugleich das bis heute beste Resultat in der zweithöchsten Rennserie ist. In Nové Město na Moravě startete sie erstmals bei den Seniorenrennen der Europameisterschaften 2014, wo sie 35. des Sprints sowie 27. der Verfolgung wurde. Auch im Winter 2014/15 startete sie im IBU-Cup und erzielte als bestes Ergebnis einen 21. Rang in Osrblie, ebenfalls war sie Teil des ukrainischen Teams bei der Winteruniversiade.
Im Dezember 2016 wurde bekannt, dass die Biathletinnen Ghilenko und Anastassija Nytschyporenko die moldawische Staatsbürgerschaft erhalten könnten. Ihre ersten Wettkämpfe für den moldawischen Biathlonverband bestritt sie bei den Weltmeisterschaften 2017. Zwei Wochen zuvor nahm sie auch an den Nordischen Skiweltmeisterschaften in Lahti teil, spielte aber bei beiden Welttitelkämpfen in den Ergebnislisten keine große Rolle. Im Dezember 2017 gab die Moldawierin in Le Grand-Bornand ihr Debüt im regulären Weltcup, am Saisonende in Tjumen erreichte sie ihren ersten Verfolger, den sie auf Rang 56 abschloss. Im März 2018 gelang es Ghilenko schließlich, einen Pass zu bekommen, womit sie seither auch offiziell für den moldawischen Verband startet. Zu Beginn der Saison 2018/19 erreichte sie beim IBU-Cup-Sprint von Idre den neunten Rang im Sprint, woraufhin sie regulär im Weltcup startete und in Nové Město na Moravě mit Rang 47 eine persönliche Bestleistung aufstellte. Zudem nahm die Moldawierin an den Weltmeisterschaften teil, konnte dort aber wie auch im Folgejahr nicht überzeugen. In der Saison 2020/2021 verbesserte sich Ghilenko vor allem im läuferischen Bereich, sodass sie im dritten Trimester des Winters in drei Rennen Weltcuppunkte ergatterte, bestes Ergebnis darunter war Rang 37 im ersten Sprint von Nové Město. Weiterhin erreichte sie auf der zweithöchsten Ebene zwei Top-10-Ergebnisse mit den ebenfalls eingebürgerten Alina Stremous, Pawel Michailowitsch Magasejew und Michail Ussow in der Mixedstaffel, darunter auch bei der EM.
Den Winter 2021/22 bestritt Ghilenko größtenteils im IBU-Cup, büßte aber in der Spur drei Prozentpunkte ein, womit sie ihre Vorjahreserfolge nicht ansatzweise bestätigen konnte. Neben Alina Stremous repräsentierte sie im Februar 2022 Moldawien bei den Olympischen Spielen von Peking und erreichte die Platzierungen 72 und 86. Auch 2022/23 pendelte sie aufgrund unterdurchschnittlicher Laufleistungen zwischen den Rennebenen, Saisonhöhepunkt wurden wieder die Weltmeisterschaften, wo Ghilenko im Sprint mit Rang 77 ihre bis dahin beste Saisonplatzierung aufstellte. Verbessern konnte sie dies beim Saisonfinale in Oslo, Ghilenko wurde 61. im Sprint.

## Statistiken

### Weltcupplatzierungen (Biathlon)
Die Tabelle zeigt alle Platzierungen (je nach Austragungsjahr einschließlich Olympische Spiele und Weltmeisterschaften).
- 1.–3. Platz: Anzahl der Podiumsplatzierungen
- Top 10: Anzahl der Platzierungen unter den ersten zehn (einschließlich Podium)
- Punkteränge: Anzahl der Platzierungen innerhalb der Punkteränge (einschließlich Podium und Top 10)
- Starts: Anzahl gelaufener Rennen in der jeweiligen Disziplin
- Staffel: inklusive Mixed- und Single-Mixed-Staffeln

| Platzierung               | Einzel | Sprint | Verfolgung | Massenstart | Staffel | Gesamt |
| ------------------------- | ------ | ------ | ---------- | ----------- | ------- | ------ |
| 1. Platz                  |        |        |            |             |         |        |
| 2. Platz                  |        |        |            |             |         |        |
| 3. Platz                  |        |        |            |             |         |        |
| Top 10                    |        |        |            |             |         |        |
| Punkteränge               |        | 3      |            |             | 9       | 12     |
| Starts                    | 7      | 34     | 6          |             | 9       | 56     |
| Stand: Saisonende 2022/23 |        |        |            |             |         |        |

### Olympische Winterspiele
Ergebnisse bei Olympischen Winterspielen:
|                                        | Einzelwettbewerbe | Einzelwettbewerbe | Einzelwettbewerbe | Einzelwettbewerbe | Staffelwettbewerbe | Staffelwettbewerbe |
| Einzel                                 | Sprint            | Verfolgung        | Massenstart       | Damenstaffel      | Mixedstaffel       |                    |
| -------------------------------------- | ----------------- | ----------------- | ----------------- | ----------------- | ------------------ | ------------------ |
| Olympische Winterspiele 2022 \| Peking | 72.               | 86.               | –                 | –                 | –                  | –                  |

### Biathlon-Weltmeisterschaften
Ergebnisse bei den Weltmeisterschaften:
| Weltmeisterschaften | Weltmeisterschaften | Einzelwettbewerbe | Einzelwettbewerbe | Einzelwettbewerbe | Einzelwettbewerbe | Staffelwettbewerbe | Staffelwettbewerbe | Staffelwettbewerbe |
| Jahr                | Ort                 | Einzel            | Sprint            | Verfolgung        | Massenstart       | Damenstaffel       | Mixedstaffel       | S.-M.-Staffel      |
| ------------------- | ------------------- | ----------------- | ----------------- | ----------------- | ----------------- | ------------------ | ------------------ | ------------------ |
| 2017                | Hochfilzen          | 99.               | 98.               | –                 | –                 | –                  | –                  | N/A                |
| 2019                | Östersund           | DNS               | 84.               | –                 | –                 | –                  | –                  | 21.                |
| 2020                | Antholz             | 80.               | 86.               | –                 | –                 | –                  | –                  | –                  |
| 2021                | Pokljuka            | DNF               | 43.               | 57.               | –                 | –                  | 22.                | 27.                |
| 2023                | Oberhof             | DNS               | 77.               | –                 | –                 | –                  | 23.                | –                  |

### Nordische Skiweltmeisterschaften
| Jahr und Ort | Wettbewerb | Wettbewerb | Wettbewerb | Wettbewerb | Wettbewerb | Wettbewerb |
| Jahr und Ort | 10 km      | Skiathlon  | 30 km      | Sprint     | Staffel    | Teamsprint |
| ------------ | ---------- | ---------- | ---------- | ---------- | ---------- | ---------- |
| 2017 Lahti   | DNQ        | –          | –          | 64.        | –          | –          |

### Biathlon-Juniorenweltmeisterschaften
Ergebnisse bei den Juniorenweltmeisterschaften:
| Weltmeisterschaften | Weltmeisterschaften | Einzel | Sprint | Verfolgung | Staffel |
| Jahr                | Ort                 | Einzel | Sprint | Verfolgung | Staffel |
| ------------------- | ------------------- | ------ | ------ | ---------- | ------- |
| 2012                | Kontiolahti         | 13.    | 43.    | 41.        | 3.      |
| 2013                | Obertilliach        | 16.    | 8.     | 18.        | 2.      |